# Mohd Rizal Tisin
Mohd Rizal Tisin (ur. 20 czerwca 1984 w Kelang) – malezyjski kolarz torowy, brązowy medalista mistrzostw świata.
Pierwszy sukces Mohd Rizal Tisin osiągnął w 2005 roku, kiedy na mistrzostwach Azji wywalczył brązowy medal w keirinie. W 2008 roku zajął piąte miejsce w wyścigu na 1 km ze startu zatrzymanego, a podczas igrzysk olimpijskich w Pekinie był siódmy w sprincie drużynowym. Swój największy sukces osiągnął w 2009 roku, kiedy na mistrzostwach świata w Pruszkowie wywalczył brązowy medal w wyścigu na 1 km ze startu zatrzymanego, ulegając tylko Niemcowi Stefanowi Nimke i Taylorowi Phinneyowi ze Stanów Zjednoczonych.